# Mesanthura protei
Mesanthura protei är en kräftdjursart som beskrevs av Brian Frederick Kensley 1980. Mesanthura protei ingår i släktet Mesanthura och familjen Anthuridae. Inga underarter finns listade i Catalogue of Life.